# Isole Furneaux
Le isole Furneaux (in inglese Furneaux Group; in lingua Palawa kani Tayaritja) sono un gruppo di isole della Tasmania in Australia. Le isole appartengono alla Municipalità di Flinders una delle Local Government Area della Tasmania.
Le isole prendono il nome dal navigatore britannico Tobias Furneaux, che avvistò il lato orientale di queste isole dopo aver lasciato Adventure Bay nel 1773 per recarsi in Nuova Zelanda a raggiungere il capitano James Cook. Il navigatore Matthew Flinders fu il primo occidentale ad esplorare il gruppo delle isole Furneaux sullo schooner Francis nel 1798, e più tardi nello stesso anno sullo sloop Norfolk.

## Geografia
Le isole Furneaux si trovano a nord-est della Tasmania nello stretto di Bass che divide l'isola di Tasmania dall'Australia.
Flinders Island è l'unica del gruppo ad avere più di un centro abitato stabilmente, quello maggiore è Whitemark, sede municipale; seguono in ordine di grandezza Cape Barren Island e Clarke Island. Ci sono poi circa un centinaio di piccole isole, divise anche in sottogruppi, tra cui: il gruppo di Babel Island, quello di Badger Island, con Mount Chappell Island, e di Prime Seal Island, Great Dog Island, Inner Sister Island, Outer Sister Island, Vansittart Island.